# Engstingen
Engstingen è un comune tedesco di 5 506 abitanti, situato nel land del Baden-Württemberg.